# Rhipidolestes rubripes
Rhipidolestes rubripes är en trollsländeart som först beskrevs av Navás 1936.  Rhipidolestes rubripes ingår i släktet Rhipidolestes och familjen Megapodagrionidae. IUCN kategoriserar arten globalt som otillräckligt studerad. Inga underarter finns listade i Catalogue of Life.